# Microvision
La Microvision est une console de jeux vidéo créée en 1979 par Milton Bradley. C'est la première console portable à être équipée d'un écran LCD et à permettre l'accès à des cartouches interchangeables.

## Historique
Cette console portable connut un succès important dès sa première année de commercialisation avec 8 millions d'unités vendues, néanmoins sa ludothèque assez pauvre de 12 jeux au total et une consommation impressionnante de piles (2 x 9 V) échaudèrent certains acheteurs potentiels. Les versions 2 et 3 ont besoin d'une seule pile mais la notice stipule la nécessité de deux piles. Le processeur se trouve directement dans les cartouches de type Texas Instruments TMS 1100 à 100 kHz (4 bits) ou le Signetics (source Intel) 8021 (8 bits).
Le concepteur de cette console est Jay Smith, qui a également travaillé sur la Vectrex.

### France
Une publicité apparaît dans le magazine bimestriel Jeux et Stratégie numéro 4 daté d'août/septembre 1980 et des publicités pour la console sont diffusées chaque année pour les fêtes de fin d'année à la télévision française entre le 21 octobre 1980 et le 4 novembre 1983.

## Spécifications techniques
- Processeur principal : Texas Instruments TMS 1100 à 100 kHz (4 bits) ou Signetics (source Intel) 8021 (8 bits).
- Écran : LCD de 16 x 16 points en noir et blanc.
- ROM : cartouche de 2 Ko.
- RAM : 32 nibbles (mots de 4 bits).
- Son : buzzer.
- Potentiomètre + touches sur les cartouches.
- Dimensions en cm : 24,5 x 9,1 x 4,6[3]
- Poids : 450 g[3]

## Jeux disponibles
Seuls 12 jeux sont sortis sur Microvision.
- Titres de lancement en 1979 : Block Buster (clone du jeu Breakout vendu avec la console), Bowling, Puissance 4, Pinball.
- Courant 1979 : Mindbuster, Star Trek: Phaser Strike (plus tard renommé Phaser Strike ; vendu en Allemagne et Italie sous le nom Shooting Star, et en France sous le nom Cannon Phaser[4]), Vegas Slots.
- 1980 : Baseball, Sea Duel (Bataille Navale en France).
- 1981 : Alien Raiders (Blitz en Europe), Cosmic Hunter.
- 1982 : Super Blockbuster (Super Casse Brique en France ; sorti uniquement en Europe).